# Eissa Meer
Nour Eissa Meer Abdulrahman (arab. عيسى مير عبدالرحمن) (ur. 16 lipca 1967) – emiracki piłkarz grający na pozycji prawego obrońcy.

## Kariera klubowa
W czasie swojej kariery piłkarskiej grał w Nadi asz-Szarika.

## Kariera reprezentacyjna
W latach osiemdziesiątych i dziewięćdziesiątych Eissa Meer występował w reprezentacji ZEA. W 1988 uczestniczył w Pucharze Azji.
W 1989 roku uczestniczył w zakończonych sukcesem eliminacjach Mistrzostw Świata 1990. Włoszech. W turnieju we Włoszech wystąpił w trzech meczach ZEA z reprezentacją Jugosławii, reprezentacją Kolumbii i reprezentacją RFN.
W 1992 uczestniczył w Pucharze Azji.
W 1993 roku uczestniczył w eliminacjach Mistrzostw Świata 1994.